# 木村謙吾
木村 謙吾（きむら けんご、1992年4月20日 - ）は、宮城県塩竈市出身の元プロ野球選手（投手）。左投左打。プロでは育成選手であった。東北楽天ゴールデンイーグルス所属当時のニックネームは「冷蔵庫」「キムケン」「ボブ」。

## 経歴

### プロ入り前
小学1年時から野球を始める。中学時代は、塩釜中央シニアに所属する。
仙台育英高校に進学すると、1年時の春からベンチ入り。夏の第90回全国高等学校野球選手権記念大会では、宮城代表になったチームの一員として、甲子園球場での全国大会を初めて経験した。1回戦では西勇輝擁する菰野高校戦で初登板を果たし、2回戦の中村悠平擁する福井商業戦では1点リードの5回1アウト満塁から登板し、同点となる押し出しのフォアボールを出すが、後続を打ち取り、直後に打線が2点を勝ち越し。木村は最後まで無失点で投げ切り勝利に貢献した。3回戦では土屋健二、筒香嘉智、倉本寿彦擁する横浜高校と対戦。同点の3回途中から登板し、4回に1点リードをするが、7回、9回に1点ずつ取られ逆転負けを喫した。しかし、3試合にリリーフ登板し、堂々とした強気の投球を見せ注目される。当時のチームメイトには、2学年先輩の橋本到や、同期の佐藤貴規がいた。
2年時には、夏の選手権宮城大会決勝で東北高に敗戦。秋から背番号「1」を着用すると、抑え投手として活躍した。しかし、左膝へ痛みが走るようになったため、12月には左膝半月板の手術を受けた。
3年時には、手術後初の公式戦として臨んだ春の地区大会決勝で完投勝利。夏の選手権宮城大会では、決勝までの6試合に登板すると、通算40イニングを投げて失点を2（自責点を0）に抑えた。このような好成績によって、先発要員の田中一也（JR東日本東北）が大会中に戦線を離脱したチームを、2年振りの全国大会出場へ導いた。全国大会では、2年生エースの白根尚貴擁する開星高校戦と1回戦で対戦。先発した木村は7回5失点で開星にリードを許したままマウンドを後にするが、その後チームは9回表に逆転し勝利を収めた。延岡学園高校との2回戦でも、3回途中7失点と振るわなかったが、チームは2試合連続の逆転勝利で3回戦へ進出した。島袋洋奨擁する興南高校との3回戦では、田中に先発マウンドを譲りながら、3点ビハインドの4回1死から登板。4回2/3を投げて1被安打6奪三振で無失点と好投したが、チームは敗れた。その一方で、大会後に開かれた日米親善高校野球には、日本代表の一員として参加している。なお、在学中には、甲子園での全国大会で通算6試合に登板。27回を投げて21三振を奪う一方で、防御率は4.33であった。
2010年のNPB育成ドラフト会議で、地元の東北楽天ゴールデンイーグルスから2巡目で指名されたことをきっかけに、育成選手として入団した。背番号は134。ちなみに、この会議では、チームメイトの佐藤も東京ヤクルトスワローズに育成ドラフト3巡目で指名。後に育成選手として入団した。支配下登録選手として契約したい選手を指名する本会議を含めて、NPBのドラフト会議で、仙台育英高校から同じ年に複数の選手が指名された事例は初めてであった。

### プロ入り後
2011年には、イースタン・リーグ公式戦2試合に登板。通算の投球回数は4回2/3で、勝敗は付かなかったが、防御率は9.64に達した。
2012年には、シーズン中の7月に左肘のトミー・ジョン手術を受けたため、実戦登板の機会がなかった。
2013年には、イースタン・リーグ公式戦4試合に登板。通算の投球回数は4イニングで、勝敗は付かず、防御率は6.75であった。育成選手に関するNPBの規定で、10月31日にいったん自由契約選手として公示されたが、11月11日に育成選手として再び契約を結んだ。
2014年には、イースタン・リーグ公式戦5試合に登板。前年と同じ投球回数ながら、5与四球2与死球を記録するほどの制球難が災いして、0勝1敗、防御率20.25という成績に終わった。結局、支配下選手登録や一軍公式戦への登板に至らないまま、10月3日に球団から戦力外通告を受けた。10月31日付でNPBから自由契約選手として公示。

### 楽天退団後
楽天以外のNPB球団での現役続行を希望していたことから、2014年11月9日には、この年の第1回12球団合同トライアウトへ参加。シートバッティング形式で4人の打者と対戦したが、1被安打（1二塁打）1与四球という内容で、他球団から獲得のオファーを受けるまでには至らなかった。
2015年からは、地元の仙台を拠点に、野球塾のコーチとして小・中学生を指導。2016年には、FROM BASE（佐藤と同じく東京ヤクルトの育成選手だった上野啓輔が代表取締役を務めるスポーツ関連会社）との間で、同社ブランドのグローブに関する販売代理契約も結んでいる。
2017年3月末に、佐藤貴規の誘いで、佐藤の長兄・史規（ひさのり）が所属する「TFUクラブ」（東北福祉大学のOBを中心に結成された日本野球連盟所属のクラブチーム）へ加入。野球選手としての活動を社会人野球で再開した。7月27日、楽天OBによる試合「滝風イオンメディック presents 楽天イーグルスレジェンドマッチ」に楽天の対戦相手の「TFUクラブ」の選手として先発登板。元チームメイトら相手に好投し、最終的には山﨑武司に逆転につながる一打を浴びたものの、ヒーローインタビューで山﨑から「現役の頃より良かったぞ。今から楽天に入れる」と激励の言葉を受けた。
TFUクラブ退団後は、東京の草野球チーム「Nomad Yankees」所属、現在は栃木県に拠点を置くエイジェックの女子ユースチームのコーチを務めている。

## 詳細情報

### 年度別投手成績
- 一軍公式戦出場なし

### 背番号
- 134 （2011年 - 2014年）